# Лобаскинське сільське поселення
Лоба́скинське сільське поселення (рос. Лобаскинское сельское поселение) — муніципальне утворення у складі Ічалківського району Мордовії, Росія. Адміністративний центр — село Лобаски.

## Історія
Станом на 2002 рік існували Лобаскинська сільська рада (село Лобаски, присілок Ханінєвка, селище Міндра), Пермеєвська сільська рада (села Велика Пістровка, Пермеєво, присілки Великі Осинки, Ріп'євка) та Протасовська сільська рада (село Протасово, присілки Бугри, Володинка).
27 листопада 2008 року було ліквідовано Протасовське сільське поселення, його територія увійшла до складу Лобаскинського сільського поселення.
Селище Міндра було ліквідоване 2011 року.
17 травня 2018 року Пермеєвське сільське поселення, його територія увійшла до складу Лобаскинського сільського поселення.

## Населення
Населення — 753 особи (2019, 1002 у 2010, 1377 у 2002).

## Склад
До складу поселення входять такі населені пункти:
| Населений пункт         | Населення, осіб (2002) | Населення, осіб (2010) |
| ----------------------- | ---------------------- | ---------------------- |
| Бугри, присілок         | 43                     | 4                      |
| Велика Пістровка, село  | 169                    | 111                    |
| Великі Осинки, присілок | 18                     | 14                     |
| Володинка, присілок     | 8                      | 8                      |
| Лобаски, село           | 589                    | 469                    |
| Міндра, селище          | 9                      | 0                      |
| Пермеєво, село          | 367                    | 303                    |
| Протасово, село         | 129                    | 76                     |
| Ріп'євка, присілок      | 35                     | 13                     |
| Ханінеєвка, присілок    | 10                     | 4                      |